# Tauhid-Moschee
Tauhid-Moschee ist ein häufig anzutreffender Moscheename, benannt nach dem Glauben an die Einheit und Einzigkeit Gottes (Tauhīd). Mit dem Ausdruck Tauhid trägt die Moschee das Bekenntnis zum Monotheismus in ihrem Namen.

## Gleichnamige Moscheen
Deutschland
- At-Tauhid Moschee Bielefeld, August-Bebel-Straße[1]
- Tawhid-Moschee (Dietzenbach)
- Al-Tauhid Moschee Kiel, Zum Brook[2]
- At-Tauhid Moschee Köln, Kalk-Mülheimer-Straße (salafistisch, unter Verfassungsschutz-Beobachtung)[3]
- Masjid Tauhid Offenbach, Karlstraße[4]
- Tauhid-Moschee Wiesbaden, Fischbacher Straße[5]

Indonesien
- Tauhid Mosque Bandung

Österreich
- At-Tauhid Mosque Wien, Muerlingergasse

USA
- Masjid Tauhid Huntsville, Winchester Road N.E.[6]